# 福高 (奥地利)
福高（德語：Vogau）是奥地利施泰尔马克州莱布尼茨县的一个旧市镇。总面积6.06平方公里，总人口1057人，人口密度174.4人/平方公里（2005年）。2015年，福高与市镇上福高、施皮尔费尔德和施泰尔马克地区施特拉斯合并为施特拉斯-施皮尔费尔德（Straß-Spielfeld），2016年名称更改回施泰尔马克地区施特拉斯。